# Ozius tricarinatus
Ozius tricarinatus is een krabbensoort uit de familie van de Oziidae. De wetenschappelijke naam van de soort is voor het eerst geldig gepubliceerd in 1907 door Mary Jane Rathbun.
De soort werd in 1899 verzameld bij Nuku Hiva (Marquesaseilanden) en Papeete (Tahiti) tijdens een expeditie naar de Stille Oceaan onder leiding van Alexander Agassiz